# Bastiaan van Apeldoorn
Ernest Bastiaan van Apeldoorn (Groningen, 22 maart 1970) is een Nederlands politicoloog en politicus. Hij is sinds 2015 lid van de Eerste Kamer der Staten-Generaal namens de Socialistische Partij (SP). Sinds 2018 is hij hoogleraar Mondiale Politieke Economie en Geopolitiek aan de Vrije Universiteit Amsterdam.

## Loopbaan
Van Apeldoorn studeerde van 1988 tot 1994 politicologie (internationale betrekkingen) aan de Universiteit van Amsterdam, waarvan een half jaar aan de University of Exeter in het Verenigd Koninkrijk en een half jaar aan York University in Ontario, Canada. Hij promoveerde in 1999 in de politieke en sociale wetenschappen aan het Europees Universitair Instituut te Florence op het proefschrift Transnational capitalism and the struggle over European order. Hij werkte daarna bij het Max Planck Instituut (1998-2000), en de Vrije Universiteit Amsterdam vanaf 2000. Hij is auteur van diverse boeken, waaronder Transnational Capitalism and the Struggle over European Integration (2002), American Grand Strategy and Corporate Elite Networks. The Open Door Since the End of the Cold War (2016), en Trump and the Remaking of the american Grand Strategy: The Shift from Globalism to Economic Nationalism (2023). 
In 2015 werd Van Apeldoorn namens de SP gekozen in de Eerste Kamer der Staten-Generaal, en herkozen in 2019 en in 2023. Hij houdt zich bezig met financiën, economische zaken, onderwijs, wetenschap, Europese Zaken,  koninkrijksrelaties, defensie en buitenlandse zaken en ontwikkelingssamenwerking. 
Bastiaan van Apeldoorn is voorzitter van de Eerste Kamercommissie voor Europese Zaken (EUZA). In de kamerperiode 2019-2023 was hij voorzitter van de vaste commissie voor Buitenlandse Zaken, Defensie en Ontwikkelingssamenwerking. Van Apeldoorn is tevens plaatsvervangend lid van de Parlementaire Assemblee van de NAVO, en van de Organisatie voor Veiligheid en Samenwerking in Europa (OVSE).

## Privéleven
Hij is gehuwd geweest en heeft twee dochters.